# Claudio Caratsch
Claudio Reto Caratsch (* 28. April 1936 in Berlin; † 21. April 2020) war ein Schweizer Diplomat.

## Leben
Claudio Caratsch wurde als Sohn des Journalisten und Schriftstellers Reto Caratsch und dessen Ehefrau Irma Pidermann in Berlin geboren, wo sein Vater zwischen 1930 und 1940 als Korrespondent der Neuen Zürcher Zeitung (NZZ) tätig war. Seine Schwester Annetta Gattiker-Caratsch war mit dem Diplomaten Heinrich Gattiker verheiratet, der zwischen 1996 und seinem Tod 1997 Ständiger Vertreter der Schweiz beim Europarat war. Er selbst trat am 1. Februar 1961 in den diplomatischen Dienst ein und war zunächst zwischen 1965 und 1966 Mitarbeiter der Direktion für internationale Organisationen im Aussenministerium, dem Eidgenössischen Politischen Departement sowie anschließend zwischen 1967 und 1969 Zweiter Sekretär an der Botschaft in Ägypten.
Danach war Caratsch von 1970 bis 1973 Erster Sekretär an der Botschaft in der Volksrepublik Polen sowie zwischen 1973 und 1974 erst Mitarbeiter und danach von Mai 1974 bis März 1976 stellvertretender Sektionschef in der Politischen Abteilung I des Politischen Departements. Am 5. Juli 1978 wurde er Minister an der Botschaft in Österreich und am 19. März 1984 Nachfolger von Jean Olivier Quinche als Botschafter in der Elfenbeinküste und verblieb dort bis zum 3. August 1988, woraufhin Jacques Reverdin sein Nachfolger wurde. Er selbst löste im Anschluss am 6. September 1988 Luciano Mordasini als Botschafter in Ägypten ab und übte dieses Amt bis zum 28. Februar 1990 aus. Danach wurde Ernst Thurnheer sein Nachfolger. 1990 wurde Caratsch zum Vizepräsidenten des Internationalen Roten Kreuzes gewählt – in dieser Funktion war er bis 1995 in Genf tätig. 1995 ging Caratsch zurück in den diplomatischen Dienst und wurde Nachfolger von Max Dahinden Botschafter in Ungarn und übte dieses Amt bis zum 10. März 1999 aus, woraufhin Rudolf Weiersmüller seine Nachfolger antrat. Zugleich wurde er als Nachfolger von François-Charles Pictet am 1. April 1997 nichtresidenter Botschafter in Sondermission beim Heiligen Stuhl und verblieb dort bis zum 30. April 2001. Dortiger Nachfolger wurde Hansrudolf Hoffmann.
Zuletzt übernahm Caratsch am 11. März 1999 von Adolf Lacher den Posten als Botschafter in Österreich und übte dieses Amt bis zu seinem Eintritt in den Ruhestand am 30. April 2001 aus, woraufhin Johann Bucher sein dortiger Nachfolger wurde.